# 月原渉
月原 渉（つきはら わたる、1978年 -）は、日本の小説家・推理作家。神奈川県生まれ。日本推理作家協会会員。
2010年、月原少年名義で応募した『太陽が死んだ夜』で第20回鮎川哲也賞を受賞し小説家デビュー（安萬純一と同時受賞）。このデビュー作は『本格ミステリー・ワールド2011』でその年の「黄金の本格ミステリー」の1冊に選ばれた。

## 作品リスト
- 太陽が死んだ夜（2010年10月 東京創元社 / 2014年6月 創元推理文庫）
- 世界が終わる灯（2011年9月 東京創元社）
- 月光蝶 NCIS特別捜査官（2013年4月 新潮社）
- 黒翼鳥 NCIS特別捜査官（2014年4月 新潮社）
  - 【改題】オスプレイ殺人事件（2018年6月 新潮文庫）
- 火祭りの巫女（2015年8月 光文社）
- 使用人探偵シズカ―横濱異人館殺人事件―（2017年10月 新潮文庫nex）
- 首無館の殺人（2018年10月 新潮文庫nex）
- 犬神館の殺人（2019年10月 新潮文庫nex）
- 鏡館の殺人（2020年8月 新潮文庫nex）
- 炎舞館の殺人（2021年8月 新潮文庫nex）
- 九龍城の殺人（2022年9月 新潮文庫nex）
- すべてはエマのために（2023年7月 新潮文庫nex）